# Hincksella cylindrica
Hincksella cylindrica är en nässeldjursart som först beskrevs av V.S. Bale 1888.  Hincksella cylindrica ingår i släktet Hincksella och familjen Syntheciidae. Inga underarter finns listade i Catalogue of Life.